# Mecillinam
Mecillinam er et β-lactamantibiotikum i penicillingruppen med virkning på Gram-negative bakterier. Mecillinam har meget lav oral biotilgængelighed og derfor blev der udviklet et mere oralt aktivt prodrug, pivmecillinam. Pivmecillinam er pivaloyloxymethyl esteren til mecillinam og omdannes til mecillinam i organismen.
Mecillinam må administreres parenteralt og findes derfor kun som injektionsvæske, mens pivmecillinam findes som tabletter.

## Anvendelse
Indikationer for behandling med mecillinam/pivmecillinam omfatter:
- Urinvejsinfektioner (cystitis og pyelonefritis).
- Salmonellose

## Præparater
Mecillinam er markedsført i Danmark under navnet Selexid®.
Pivmecillinam er markedsført i Danmark under navnene Selexid® og Penomax®.